# Dobroliúbovo
Dobroliúbovo (en rus: Добролюбово) és un poble del krai de Khabàrovsk, a Rússia, que el 2019 tenia 115 habitants. Pertany al districte rural de Bikinski.